# Anoplodera
Anoplodera  (лат.) — род жесткокрылых насекомых из подсемейства усачиков внутри семейства усачей. В роде выделяют три подрода. Личинки развиваются в течение двух-трёх лет в мёртвой древесине хвойных и/или крепкоствольных деревьев, которой и питаются.
Для имаго данного рода характерны следующие черты:
- длина тела обычно 7—20 мм[5];
- голова широкая, виски большие с острым шипом;
- мандибулы сравнительно длинные
- глаза большие и широко выемчатые;
- усики тонкие; у самцов они заходят за вершину надкрылий, у самок достигают второй трети; третий членик усиков длиннее четвёртого
- переднеспинка длиннее своей ширины;
- ноги длинные и тонкие;
- первый сегмент задних лапок значительно длиннее второго и третьего вместе взятых.

## Систематика
- подрод: Anoplodera Mulsant, 1839

- вид: Anoplodera corvina Holzschuh, 1993
- вид: Anoplodera kingana (Pic, 1903)
- вид: Anoplodera peregrina Holzschuh, 1993
- вид: Anoplodera rufihumeralis (Tamanuki, 1938)
- вид: Anoplodera rufipes (Schaller, 1783)
- вид: Anoplodera sexguttata (Fabricius, 1775)

- подрод: Anoploderomorpha Pic, 1901

- вид: Anoplodera abstrusa (Holzschuh, 1989)
- вид: Anoplodera binotata Gressitt, 1935
- вид: Anoplodera carbonaria (Holzschuh, 1993)
- вид: Anoplodera cyanea (Gebler, 1832)
- вид: Anoplodera densepunctata (Hayashi & Villiers, 1994)
- вид: Anoplodera diplosa (Holzschuh, 2003)
- вид: Anoplodera excavata (Bates, 1884)
- вид: Anoplodera formosana (Matsushita, 1933)
- вид: Anoplodera granata (Holzschuh, 1989)
- вид: Anoplodera monticola (Nakane, 1955)
- вид: Anoplodera pubera (Say, 1826)
- вид: Anoplodera sepulchralis (Fairmaire, 1889)
- вид: Anoplodera tenebraria (Holzschuh, 1995)
- вид: Anoplodera villigera (Holzschuh, 1991)

- подрод: Robustanoplodera Pic, 1954

- вид: Anoplodera bicolorimembris Pic, 1954
- вид: Anoplodera taiyal Shimomura, 1993
- вид: Anoplodera tricolor Gressitt, 1935